# Weyregg am Attersee
Weyregg am Attersee är en ort och kommun i Österrike. Den ligger i distriktet Vöcklabruck i förbundslandet Oberösterreich, 210 kilometer väster om huvudstaden Wien. 
Kommunen består av åtta orter (Ortschaften) (inom parentes invånarantal 1 januari 2024):

- Alexenau (48)
- Bach (250)
- Gahberg (75)
- Miglberg (87)
- Reichholz (174)
- Seeberg (25)
- Steinwand (90)
- Weyregg am Attersee (885)